# Мигленце
Мигленце (мкд. М'гленце) је насеље у Северној Македонији, у крајње северном делу државе. Мигленце је насеље у оквиру општине Старо Нагоричане.
Мигленце има велики значај за српску заједницу у Северној Македонији, пошто Срби чине већину у насељу.

## Географија
Мигленце је смештено у крајње северном делу Северне Македоније, на самој државној граници са Србијом, која окружује село са три стране. Од најближег града, Куманова, село је удаљено 30 km североисточно.
Село Мигленце се налази у историјској области Средорек, у планинском крају (планина Рујен), на приближно 710 метара надморске висине. Северно од села протиче река Пчиња.
Месна клима је континентална.

## Становништво
Мигленце је према последњем попису из 2021. године имало 14 становника.
Претежна вероисповест месног становништва је православље.
| Национални састав према попису из 2021.‍ | Национални састав према попису из 2021.‍ | Национални састав према попису из 2021.‍ | Национални састав према попису из 2021.‍ | Национални састав према попису из 2021.‍ |
| --------------------------------------- | --------------------------------------- | --------------------------------------- | --------------------------------------- | --------------------------------------- |
|                                         |                                         |                                         |                                         |                                         |
| Срби                                    | Срби                                    |                                         | 6                                       | 42,9%                                   |
| непописани                              | непописани                              |                                         | 8                                       | 57,1%                                   |